# بيت الجندي (ذي السفال)

تعديل مصدري - تعديل

بيت الجندي محلة تابعة لقرية المدبغة، التابعة لعزلة وادي ضباء بمديرية ذي السفال إحدى مديريات محافظة إب في الجمهورية اليمنية، بلغ تعداد سكانها 389 حسب تعداد اليمن لعام 2004.